# 多以良泉己
多以良 泉己（たいら みずき、1975年3月16日 - ）は、神奈川県出身の元競輪選手、製パン職人である。

## 来歴
1975年3月16日、神奈川県に生まれる。
23歳で日本競輪学校（当時）に第84期生として入学。2000年4月15日、伊東温泉競輪場でデビュー。2001年の春、現在の妻である競輪のマスコットガールだった宇佐美総子と出会う。2004年に鎌倉市の丘の上に自宅を新築し、2005年3月に結婚した。
2005年8月26日、大宮競輪FII初日第7レースにおいて、レース中に後続車の落車に巻き込まれ、脳と頸髄に損傷を受け全身麻痺となる大怪我を負う。のちリハビリテーションの成果で運動機能を取り戻し、11月末に退院したが、高次脳機能障害や脳脊髄液減少症の後遺症が残った。レース復帰を目指したものの、後遺症の影響が大きく断念、引退を決意する。
2008年7月24日、選手登録消除。通算戦績は428戦79勝（優勝4回）。
その後、リハビリにはパン作りが良いと聞き、子供のころからお菓子作りをしていたこともあり、パンやケーキを作って友人たちに振る舞った。やがて自身の作るパンや焼き菓子の評判が広まり、引退後の2008年にはインターネット通販専門の「Gateau d'ange」を開店した。2009年にシチズン・オブ・ザ・イヤー受賞。これらの出来事は、「奇跡体験!アンビリバボー」など多数のメディアで取り上げられた。
競輪選手引退後もレース復帰を目指し、2010年から2012年にかけて日本障害者自転車競技大会 日本パラサイクリング選手権トラック競技大会に出場。2012年ロンドンパラリンピックの代表候補にもなったが、2012年の長男誕生を機に障害者スポーツからも引退した。

## Gateau d'ange
店名の「Gateau d'ange」はフランス語で「天使のお菓子」を意味する。パンのほかチーズケーキやバウムクーヘン、ババロアなども扱う。公式ウェブサイトからの完全受注生産で、家庭用の調理器具を使用するため一日に作ることのできる量に限りがあり、泉己の体調によっては調理場に立てないこともある。公式サイトによると、2022年10月時点で、注文から納品まで早くとも17年かかると表示されている。